# 세계 태권도 그랑프리
세계 태권도 그랑프리(영어: World Taekwondo Grand Prix)는 2013년 세계 태권도 연맹이 올림픽 태권도 대회 출전을 대비하기 위해 도입한 태권도 대회이다.

## 같이 보기
- 세계 태권도 선수권 대회
- 월드컵 태권도 단체전